# Jan Czapla (działacz ludowy)
Jan Czapla (ur. 12 lipca 1912 w Brzózie w pow. Kozienice, zm. 11 kwietnia 1981 w Białymstoku) – działacz polskiego ruchu ludowego, związany z SL i ZSL.

## Życiorys
Pochodził z rodziny chłopskiej. W 1928 przeniósł się wraz z rodzicami do wsi Kołoząb (powiat Płońsk) i pracował w gospodarstwie; w 1929 wstąpił do Centralnego Związku Młodzieży Wiejskiej „Siew”, był później sekretarzem zarządu powiatowego tej organizacji. Po ukończeniu gimnazjum w Sejnach (1933) odbył służbę wojskową. Został awansowany do stopnia podporucznika piechoty Wojska Polskiego. Działał również w Okręgowym Towarzystwie Organizacji i Kółek Rolniczych w Płońsku, od 1938 należał do Stronnictwa Ludowego.
W czasie kampanii wrześniowej walczył w obronie Modlina; do 1945 był jeńcem obozów w Arnswalde i Woldenbergu. Po wojnie został wicestarostą w Płońsku, w latach 1948–1949 był starostą w Ostrołęce, natomiast w okresie 1949–1950 starostą, a następnie przewodniczącym Prezydium Powiatowej Rady Narodowej w Grójcu. Od 1954 roku pełnił funkcję wiceprzewodniczącego Prezydium Wojewódzkiej Rady Narodowej w Białymstoku, od 1958 roku członka Prezydium, w latach 1961–1969 przewodniczącego Komisji Kultury i Sztuki Wojewódzkiej Rady Narodowej. W 1956 roku ukończył Studium Zaoczne Szkoły Partyjnej przy Komitecie Centralnym PZPR.
Obok działalności państwowej pełnił szereg funkcji partyjnych, początkowo w SL, od 1949 w Zjednoczonym Stronnictwie Ludowym. Był m.in. sekretarzem Powiatowego Komitetu Wykonawczego SL w Płońsku, wiceprezesem Zarządu Powiatowego SL w Ostrołęce, wiceprezesem Powiatowego Komitetu Wykonawczego ZSL w Grójcu, prezesem Wojewódzkiego Komitetu Wykonawczego ZSL w Warszawie (1951) i Białymstoku (1951–1954). W latach 1958–1971 pełnił funkcję wiceprezesa Wojewódzkiego Komitetu ZSL w Białymstoku. Działał również we Froncie Jedności Narodu, Polskim Czerwonym Krzyżu i Towarzystwie Przyjaciół Dzieci.
Podporucznik rezerwy WP, był odznaczony m.in. Krzyżem Oficerskim Orderu Odrodzenia Polski i Krzyżem Walecznych.